# 仑头村
23°4′43.7″N 113°22′19.2″E / 23.078806°N 113.372000°E
崙頭村位於廣州市官洲街道，隔崙頭海與官洲相望，西北邊靠近北山村，元朝後期開村。村民有莫、黎、陳三個姓。崙頭村佔地三百二十九萬平方米。村西面有座「聖堂崗」，海拔六十米，是海珠區的最高點。
崙頭村有五座山，聖堂崗似旗，崩崗似鼓，睡獅崗似獅，後底崗似象，沙螺崗似印，所謂「旗、鼓、獅、象、印」。聖堂崗的外形除了像旗之外，又像個「崙」字；聖堂崗最高，是五座山之中最高的一座，所以村名爲「崙頭」。

## 街約分佈
崙頭村基本保存了古代里巷的佈局。全村有七個坊：
- 南約
- 東約
- 西約
- 北約
- 上中約
- 下中約
- 莫街

## 古蹟
神廟
| 名         | 始建                   | 重修                                                                                  | 現況                   |
| ---------- | ---------------------- | ------------------------------------------------------------------------------------- | ---------------------- |
| 聖堂古廟   | 未知                   | 康熙四十年（1701年） 乾隆五十年（1785年） 同治十年（1871年）                          | 不復存在               |
| 華光古廟   | 未知                   | 乾隆三十八年（1773年） 嘉慶二十二年（1817年） 同治二年（1863年） 光緒十六年（1890年） | 不復存在，有華光輿遺存 |
| 崩岡天后廟 | 乾隆十二年（1747年）   | 咸豐三年（1853年）                                                                    | 不復存在               |
| 文閣       | 乾隆十三年（1748年）   |                                                                                       | 不復存在               |
| 武閣       | 乾隆十三年（1748年）   | 光緒十八年（1892年）                                                                  | 不復存在               |
| 聖逕天后廟 | 未知                   | 乾隆六十年（1795年）                                                                  | 不復存在               |
| 三官廟     | 嘉慶二年（1797年）     |                                                                                       | 不復存在               |
| 財神廟     | 嘉慶十六年（1811年）   |                                                                                       | 不復存在               |
| 觀音廟     | 光緒三十一年（1895年） |                                                                                       | 不復存在               |

祠堂
| 名                          | 堂號   | 主祀             | 地址     | 現況               |
| --------------------------- | ------ | ---------------- | -------- | ------------------ |
| 黎氏序季祠                  |        | 黎門堂上歷代宗親 |          | 暫無定級           |
| 黎氏宗祠 （始祖祠）         | 敦本堂 | 始祖（東軒）     | 啟明坊   | 海珠區文物保護單位 |
| 月江黎公書室 （月江祖祠）   |        | 月江祖           | 中約直街 | 海珠區不可移動文物 |
| 月台黎公祠 （月台祖祠）     |        | 月台祖           | 啟明坊   | 已拆除             |
| 存逸黎公祠 （存逸三世祖祠） |        | 三世（存逸）     |          | 暫無定級           |
| 存盛黎公祠                  |        | 三世（存盛）     |          | 已拆除             |
| 南溟黎公祠 （南溟祖祠）     | 潤澤堂 | 四世（南溟）     | 啟明坊   | 廣州市文物保護單位 |
| 德存祖祠                    |        | 四世（德存）     | 街市前   | 海珠區不可移動文物 |
| 雲壟祖祠                    |        | 五世（雲壟）     | 中約直街 | 海珠區不可移動文物 |
| 雲閣黎公祠 （雲閣祖祠）     |        | 五世（雲閣）     |          | 已拆除             |
| 懷川書室 （懷川八世祖祠）   |        | 八世（懷川）     |          | 暫無定級           |
| 果軒家塾                    |        | 八世（果軒）     |          | 海珠區不可移動文物 |
| 靜觀黎公祠                  | 君和堂 | 靜觀祖           |          | 暫無定級           |
| 慕南黎公祠                  |        | 慕南祖           |          | 暫無定級           |
| 日昭黎公祠                  |        | 日昭祖           | 村託兒所 | 暫無定級           |
| 爵昭黎公祠                  |        | 爵昭祖           |          | 已拆除             |
| 旦陽黎公祠                  |        | 旦陽祖           |          | 暫無定級           |
| 心宇黎公祠                  |        | 心宇祖           |          | 暫無定級           |
| 遠耕黎公祠                  |        | 遠耕祖           |          | 暫無定級           |
| 興唐公祠                    |        | 興唐祖           |          | 已拆除             |
| 會唐書室                    |        | 會唐祖           |          | 暫無定級           |
| 葉山書室                    |        | 葉山祖           |          | 已拆除             |

其他
- 遠景流徽村牆：清朝時崙頭村附近的海盜十分猖狂，於是乾隆三十七年（1772年），村民在村東南邊築起村牆，叫「遠景流徽」。道光二十年重新修建。咸豐二年，修整兼延長北門同西門一帶的圍牆，將其連通。
- 南山鎖鑰：門樓。位於中約直街。
- 仁厚里：門樓。位於中約直街。
- 崙頭鄉約：位於後底崗山腳。
- 社稷之神祭壇：位於後底崗山腳。
- 黎氏祖墓群：位於後底崗，是崙頭黎氏始祖墓。
- 進士第：清朝進士黎崇基故居。崙頭村堅守「重德明教」的古訓，讀書風氣盛极一時。明朝時村裡培育了很多人才，到清朝，崙頭黎氏家族代代都出精英。其中，黎氏十七世黎崇基進士最顯赫，考過殿試。崙頭黎氏家族在清朝先後有三十二個人入讀國子監。
- 崙頭民居：民居基本上都是石腳青磚鑊耳屋。在平面佈局上，特征是三間兩廊一天井、側房木閣樓。多數民居用花崗岩石條砌牆角、門框、窗框，鋪天井地。門檐保留灰塑山水、花卉、蝙蝠圖案，山牆外塑山花、卷草圖案裝飾，屋裡面有磚雕神龕，天井、門口墀頭磚雕裝飾精美。

## 特產
崙頭物產以水果爲主，有臍橙、甜橙、糯米糍荔枝、尚書懷荔枝、桂味荔枝、紅果楊桃等。崙頭村有土地五千畝，其中三千多畝種水果。崙頭水果生意在清朝同光年間最鼎盛，除在廣州銷售之外，還曾銷往新加坡。二十世紀三十年代，廣州市舉辦柑桔展，整個賽區唯一的臍橙就是崙頭出產的，最後崙頭贏得第一名。

## 交通
公交車
- 車：264路、264A路、B25路
- 車站：崙頭村委站、崙頭立交站、中華姓名博物館站、崙頭總站

輪渡
- 官洲碼頭—崙頭碼頭

隧道
- 崙頭-生物島-大學城隧道